# Harry Sewbalak
Johan Siewsankar (Harry) Sewbalak, bijnaam Bhaiyá Harry (26 juni 1939 - 1 mei 2017), was een Surinaams toneelacteur, instrumentalist, componist en zanger. Hij was actief in het genre baithak gana en trad op in binnen- en buitenland. Hij werd meermaals onderscheiden en bracht twintig albums uit.

## Biografie
Sewbalak was een zoon van de Indiase immigrant Sewrádj Sewbálak en de Surinaamse Boedhia Rámsaroep, die een boerenbedrijf hadden in wat sinds eind 20e eeuw Wanica heet. Hij huwde met Tikai Kewlápatie en samen hadden ze een zoon en vijf dochters. Naast zijn muzikale activiteiten was hij tot aan zijn zeventigste schilder van beroep.
Toen hij zestien jaar was sloot hij zich aan bij de toneelvereniging nabij de Tjon A Kietweg. Hij speelde mee in de stukken Nawlakháhár, Amarsingh Ráthor, A-chut ke udhár en Hari Darsan, met daarin verhandelingen van de geschiedenis van de Hindoestanen in India en hun nieuwe leven in Suriname. Daarnaast leerde hij op de vereniging muziekinstrumenten bespelen, zoals het harmonium, de bulbultarang en de dantaal, en zingen.
Nadat de vereniging uit elkaar viel, vormden hij en zeven andere leden een nieuwe muziekformatie onder de naam Nawlakháhár Band. Ruim vijf jaar later richtten hij en Sewpersad Sardjoe de groep Prakash sangít Samáj op, waarbij zich ook een aantal nieuwe leden aansloten. Uit boeken bij de toneelvereniging had hij Hindoestaanse verhalen leren kennen en zich daarnaast het Hindi eigen gemaakt. Zijn kennis kwam tot uitdrukking in zijn composities waardoor zijn muziek aansloeg bij zijn publiek, die deze achtergrond deelde.
Hij maakte met Bábá Rebái, Tedjoe en Jagesar Baktáwar een muzikale reis door alle districten van Suriname. Ook trad hij geregeld in het buitenland op, zoals in Nederland (jaarlijks), India en New York, en in de regio, zoals in Guyana, Jamaica en Trinidad en Tobago, in feite daar waar andere Hindoestanen woonachtig waren.
Daarnaast deed hij in Suriname mee aan baithak-gana-wedstrijden, waarbij hij in 1971 de tweede en in 1972 de eerste plaats behaalde. Tijdens het Hindoestaanse festival van Instaaf in Thalia in 1974, dat werd bijgewoond door rond de achthonderd bezoekers, behaalde hij de tweede plaats achter Rampersad Ramkhelawan. Zijn aanhangers namen alleen genoegen met een eerste plaats en de gemoederen liepen hoog op.
Sewbalak bracht bij elkaar een single, een ep, drie elpees en zeventien cd's uit, waaronder The golden voice of Harry Sewbalak die hij in februari 1975 aan gouverneur Ferrier aanbood. Hij werd meermaals onderscheiden, droeg de titel Ustád (meesterschap) en won een Lifetime Achievement-award. Tijdens het Internationale Baithak-gana Festival in 2011 onderscheidde de SORES-beschermheer van het genre, Ram Sardjoe, hem en Rampersad Ramkhelawan als baithak-gáná-gurus.
In de ochtend van 1 mei 2017 overleed Sewbalak aan hartfalen. Hij is 77 jaar oud geworden.